# Севериновка (Таращанский район)
Севери́новка (укр. Северинівка) — село, входит в Таращанский район Киевской области Украины.
Население по переписи 2001 года составляло 914 человека. Почтовый индекс — 09510. Телефонный код — 4566. Занимает площадь 4,264 км². Код КОАТУУ — 3224486401.

## Местный совет
09510, Київська обл., Таращанський р-н, с.Северинівка